# ノエル・ショメル

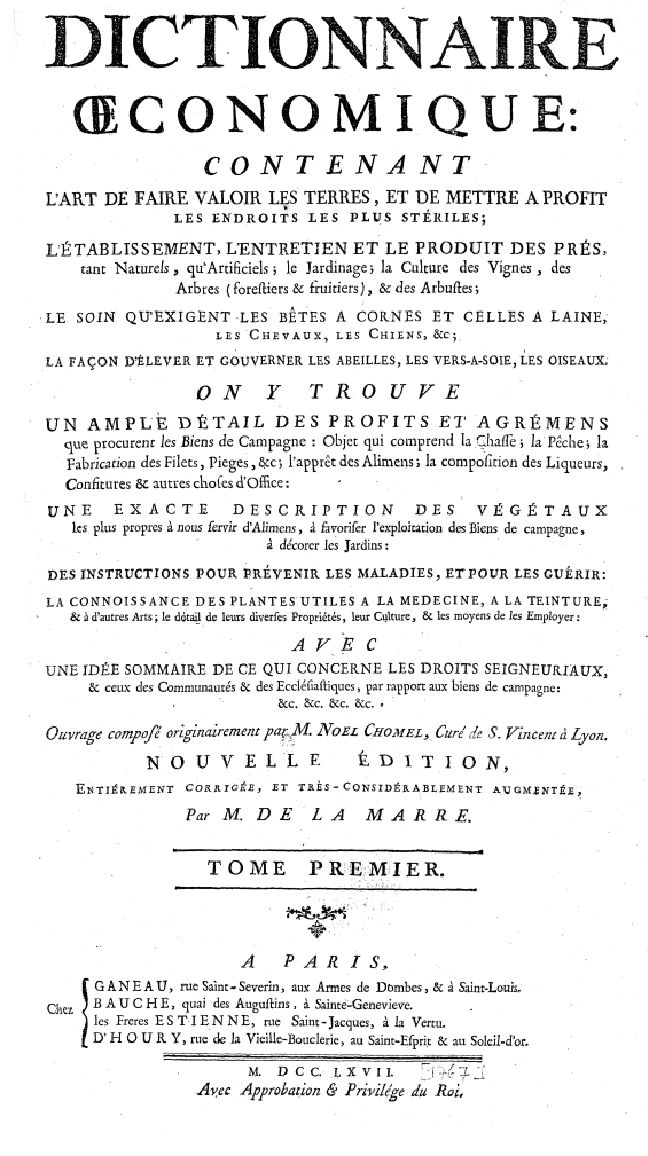
『日用百科事典』の表紙（1767年版）

ノエル・ショメル（仏: Noël Chomel、1633年11月3日 - 1712年10月30日）は、フランスの著述家、司祭。『日用百科辞典』（仏: Dictionnaire œconomique：『家事百科辞典』とも）の著者である。シャルモ（Jacques Alexandre de Chalmot）が蘭訳した、オランダ語の『 Huishoudelijk Woordenboek 』から馬場貞由、大槻玄沢が邦訳したものが、『厚生新編』となった他、蘭訳本は日本に多く輸入され、蘭学者に重用された本の1つである。

## 生涯
ガナで生まれた。サン＝シュルピス教会の神学校に入り、ヴァンセンヌの森近くの邸園の管理を行い、農学に興味を持ち、ルイ14世の庭師ラ・カンティニから農学の知識を学んだ。
その後、サン・ヴァンサン（Saint-Vincent）の教区司祭としてリヨンに派遣されたが、1670年代には司祭の職をしりぞき、余暇に執筆した、百科辞典『日用百科辞典』は76歳の時に第1版が刊行された。
『日用百科辞典』は健康の保持法や引退生活の送り方、いろいろな魚の捕獲法や園芸・農業に関する秘訣や植物の知識、石鹸やデンプンの製造法、紡績の方法などが書かれ、項目はアルファベット順に配置された。
何度かタイトル変更、改訂が行われ、1718年と1777年に再刊され、ドイツ語、オランダ語、英語に翻訳された。

## 『日用百科辞典』の画像

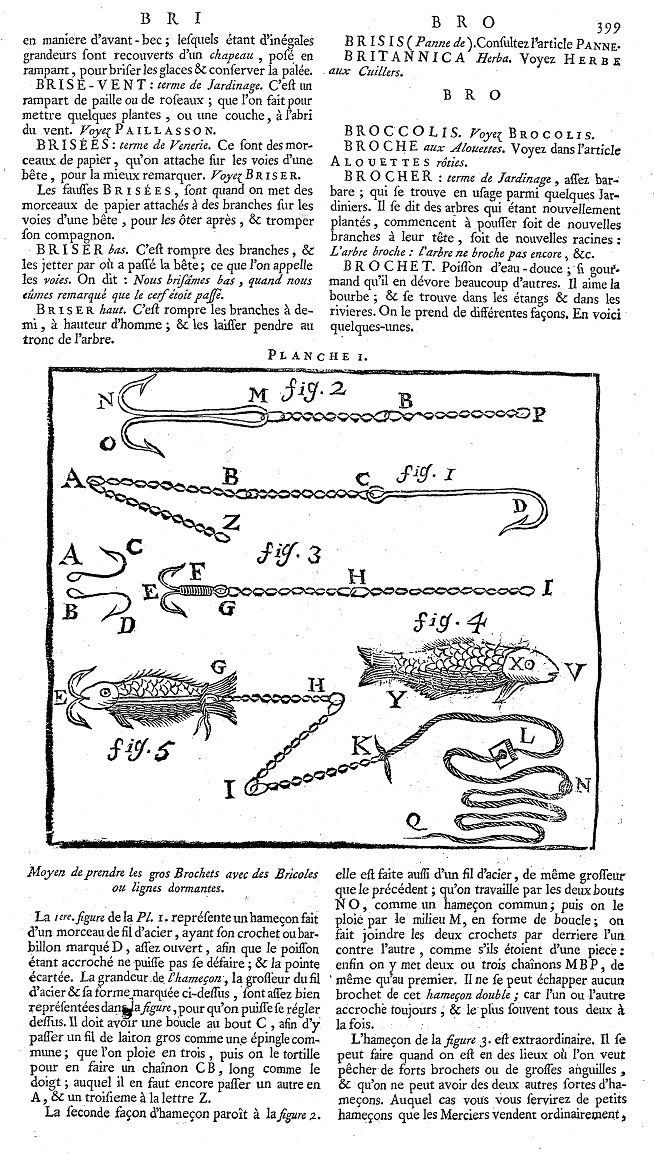
1. 川鱒の釣り方
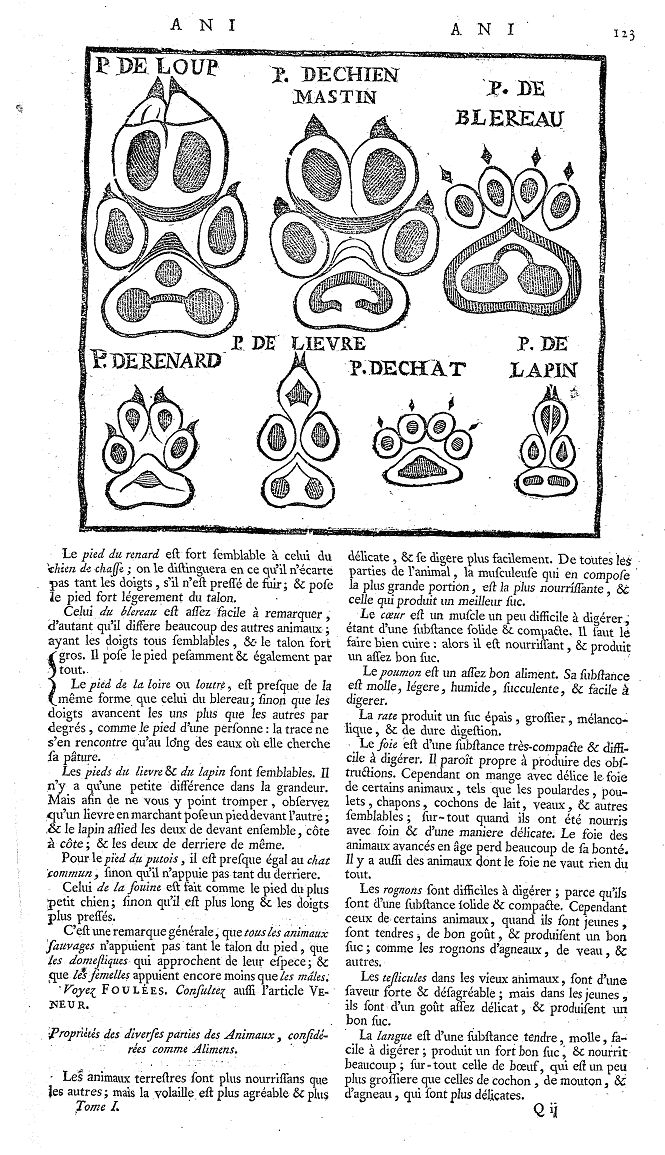
2. 動物の足跡
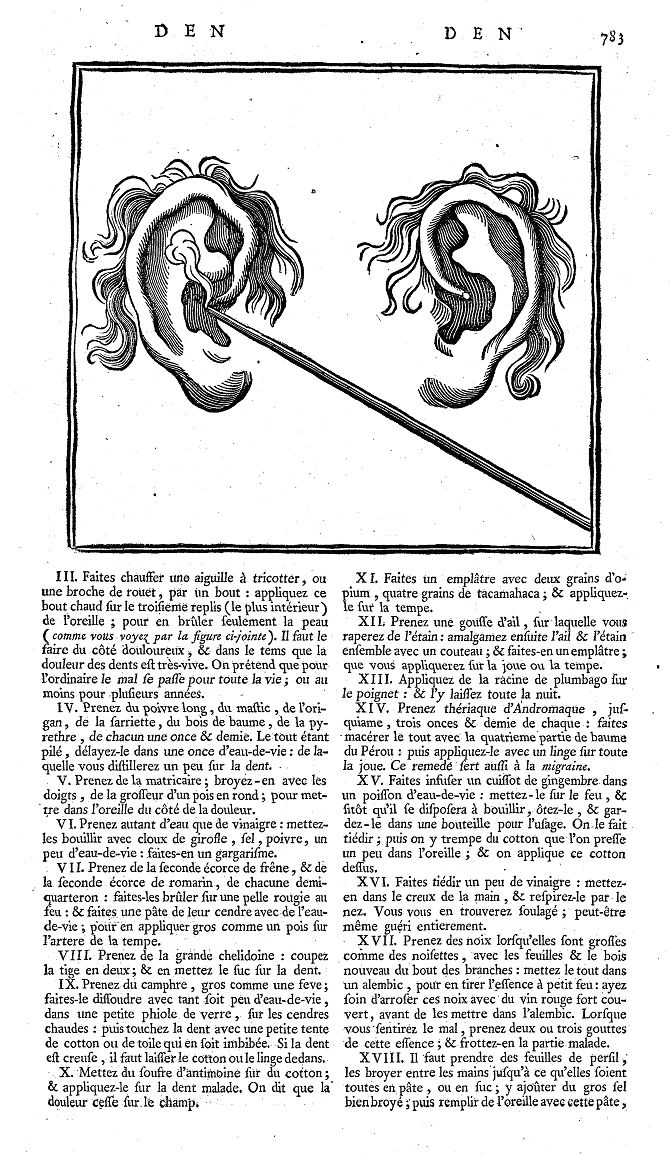
3. 歯痛の対処法
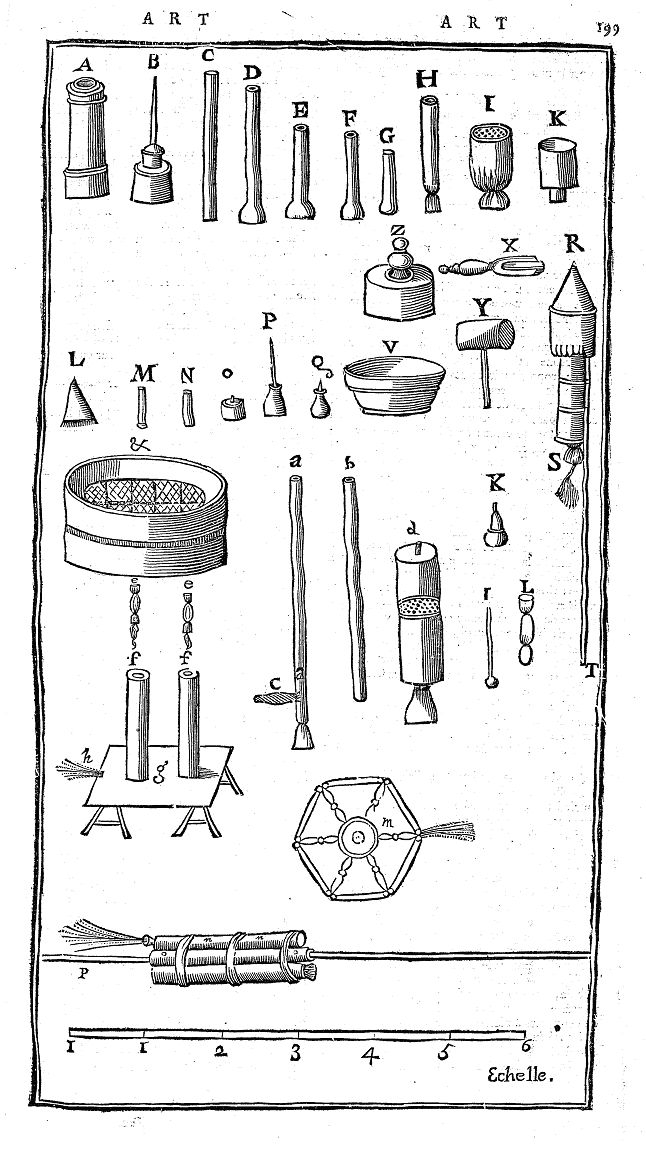
4. ロケットの作り方